# Nawaphon
Nawaphon (em tailandês:  ขบวนการนวพล, transcrita alternativamente como Navapol, Nawapol, Nawaphol, traduzida de várias maneiras como 'nova força', 'nona força', ou 'nove novas forças':80 ) foi uma organização propagandística  de extrema direita, patriótica, budista e anticomunista ativa na Tailândia durante o curto período democrático do país em meados da década de 1970. Nawaphon foi descrita como uma unidade de guerra psicológica. Sua missão: apoiar os Gauros Vermelhos e fazer propagandear para a população tailandesa.
Nawaphon foi criada por Wattana Keovimol em 1974. Wattana foi o chefe da Associação de Estudantes Tailandeses nos Estados Unidos, quando estudou na Universidade Seton Hall. Nawaphon foi apoiada pelo Comando de Operações de Segurança Interna (ISOC) das forças armadas tailandesas e pelo Ministério do Interior. Dizia-se que o grupo tinha ligações com empresários ricos, políticos, com o Conselho de Segurança Nacional e com a inteligência militar tailandesa. Nawaphon reuniu comerciantes, empresários e monges que se opunham à mudança social e à democracia, temendo por sua prosperidade. A organização atraiu vários monges budistas, sendo o mais proeminente Kittiwuttho Bhikkhu, que disse infamemente que matar comunistas não era pecado.
O movimento opôs-se à democracia parlamentar e fez campanha pelos três princípios de nação, religião, monarquia. Nawaphon atraiu apoio considerável devido ao sentimento comum de que esses princípios nacionais estavam ameaçados por forças de esquerda. Em 1976, acreditava-se que o grupo tinha de 30.000 a 50.000 membros.:82  Nawaphon desempenhou um papel fundamental na agitação antiesquerdista que levou ao massacre na Universidade Thammasat em 6 de outubro de 1976, no qual membros da organização estavam envolvidos.
Após o golpe de Estado que restabeleceu o regime militar na sequência do massacre, a popularidade de Nawaphon diminuiu devido às suspeitas de que se tinha tornado um meio de satisfazer as ambições da camarilha militar.
Uma visão alternativa sobre a adesão de Nawaphon foi dada pelo historiador Thongchai Winichakul, que apontou que, ao contrário dos Gauros Vermelhos e dos Village Scouts, os outros grupos direitistas envolvidos no massacre, as informações sobre Nawaphon são escassas e muitas delas parecem derivar de ostentações feitas por Wattana. Além disso, as fotos das grandes aglomerações atribuídas ao grupo vieram de multidões mistas, não permitindo distinguir diferentes grupos de direita. Thongchai, portanto, sugeriu que Nawaphon pode ter sido "uma organização fantasma destinada a inflar a imagem do movimento de direita" que não tinha base própria, mas levou o crédito pelas operações de contrainsurgência do ISOC.

## Nota
- Este artigo foi inicialmente traduzido, total ou parcialmente, do artigo da Wikipédia em inglês cujo título é «Nawaphon».